# Dioxiny

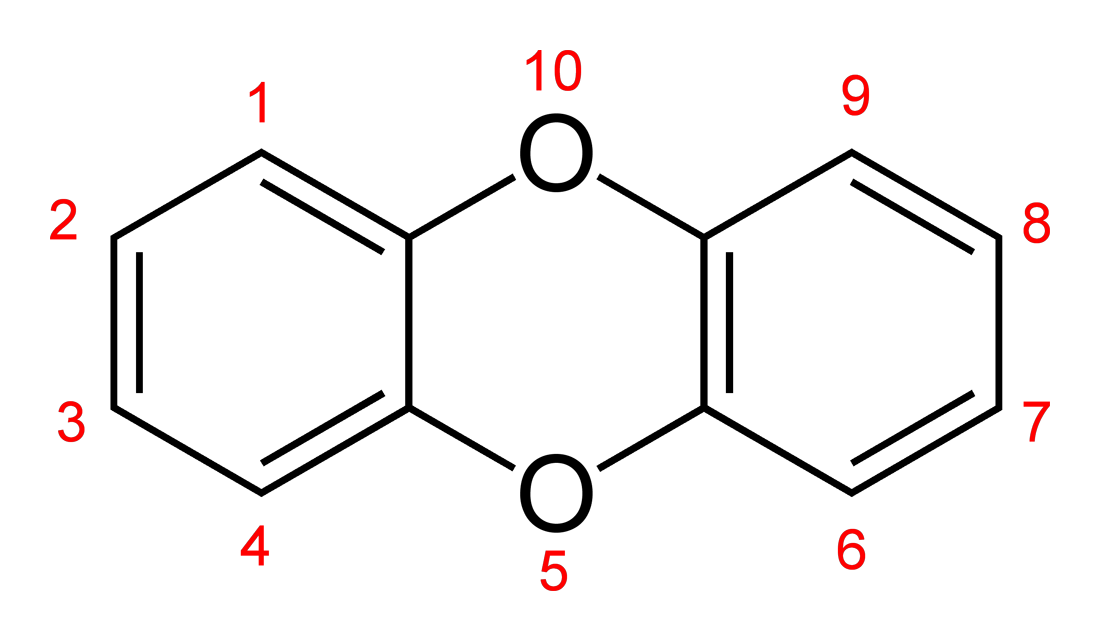
Strukturní vzorec dioxinů (názvoslovné číslování dibenzo[b,e][1,4]dioxinového skeletu)

Dioxiny je obecný název pro skupinu toxických polychlorovaných organických heterocyklických sloučenin, odvozených od dibenzo[b,e][1,4]dioxinu, obsahujícího šestičlenný 1,4-dioxanový cyklus. Většinou se mezi ně řadí i polychlorované deriváty dibenzofuranu.

## Vlastnosti
Dioxiny se v přírodě velmi pomalu rozkládají (podobně jako další halogenované organické sloučeniny) a protože jsou rozpustné v tucích, mají schopnost akumulovat se (hromadit se) v tukových tkáních. Nejznámějším dioxinem je 2,3,7,8-tetrachlordibenzo-p-dioxin (TCDD), který vzniká nedokonalým spalováním chlorovaných organických látek, např. dichlorbenzenu.
Ve velmi vysokých dávkách způsobují dioxiny trvalé poškození pokožky známé jako chlorakné. V nízkých dávkách je dioxinům připisována teratogenita (vývojová toxicita) a karcinogenita. Karcinogenita TCDD byla potvrzena v roce 2001, a proto byla klasifikace dioxinu změněna z „pravděpodobný karcinogen“ (2A) na „známý karcinogen“ (1). Na rozdíl od většiny jiných toxických látek či karcinogenů není pro dioxin stanovena bezpečná dávka; předpokládá se, že je škodlivý v jakékoliv detekovatelné koncentraci. Některé zdroje dokonce udávají, že TCDD je nejsilnější známý karcinogen.

## Havárie a skandály

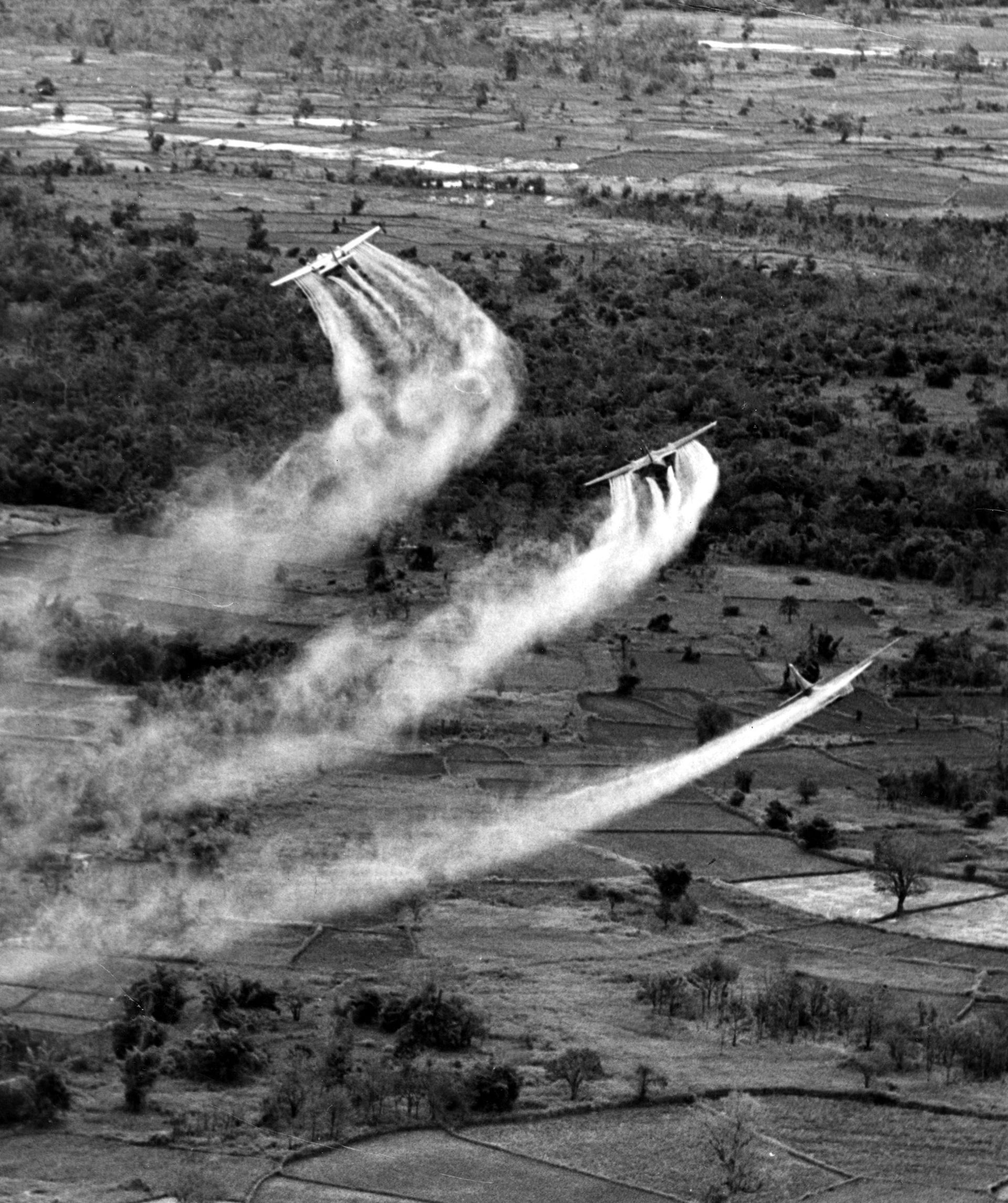
Americká letadla rozprašují Agent Orange během války ve Vietnamu

### Agent Orange
Dioxin je rovněž spojován s negativními trvalými zdravotními následky mezi veterány vietnamské války a vietnamským obyvatelstvem v oblastech, kde byla aplikována směs herbicidů známá jako Agent Orange. Jeden z herbicidů z této směsi byl během výrobního procesu často kontaminován stopovými koncentracemi dioxinu.
Čeští odborníci se budou podílet na vyčištění Vietnamu od jedovatých dioxinů, které ho zamořily během války s USA v 60. a 70. letech 20. století. V první fázi půjde o odebírání vzorků a měření, v budoucnu i o dekontaminaci v oblasti Phu Cat, kde byly americké vojenské základny skladující Agent Orange.

### Spolana Neratovice

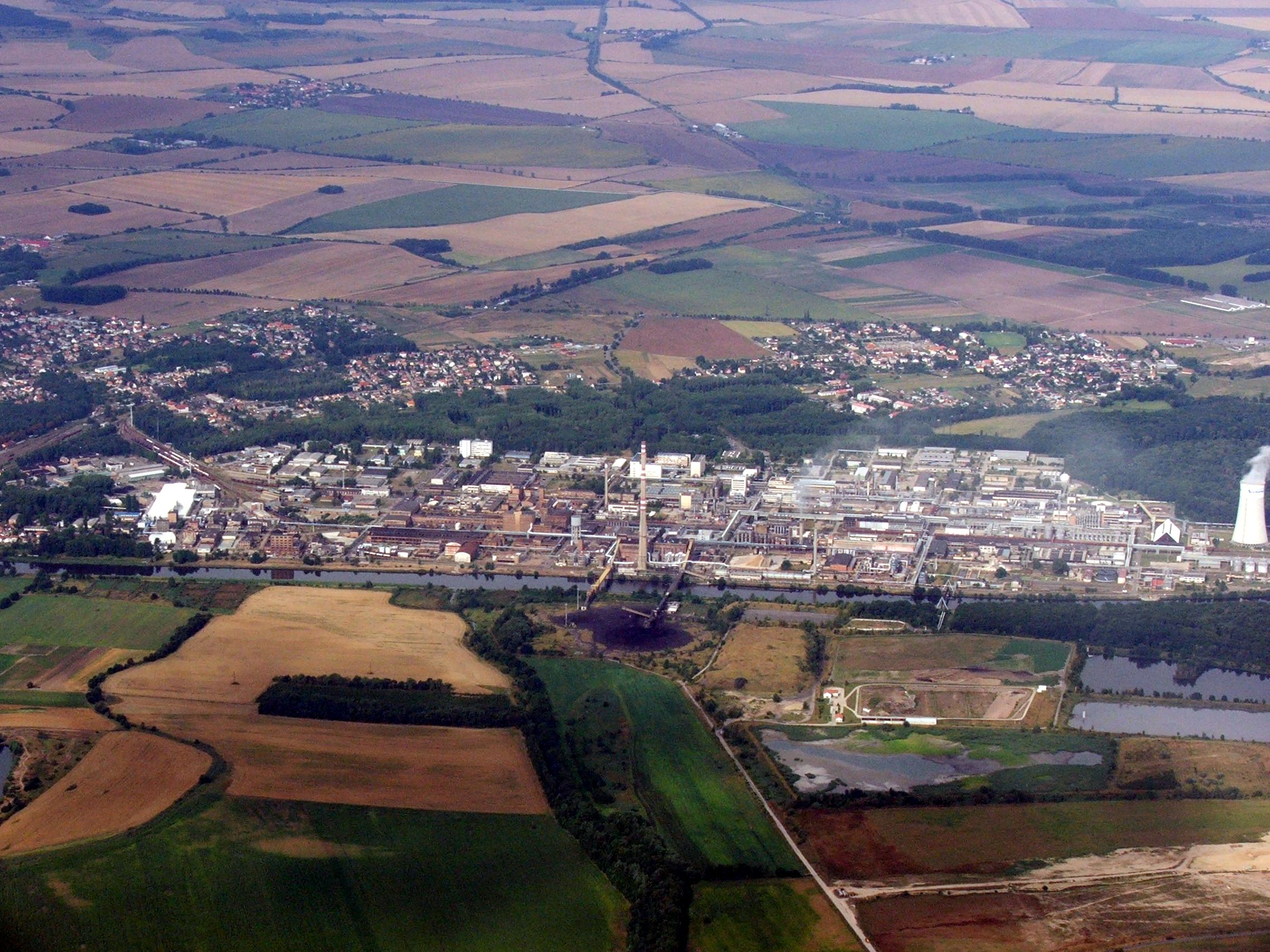
Letecký pohled na areál chemičky Spolana

Na výrobě tohoto herbicidu se podílela rovněž Spolana Neratovice, v jejímž areálu se dodnes nachází skupina objektů zamořená dioxiny. Tyto objekty představují jisté riziko i do budoucna, zejména kvůli nebezpečí povodní. Právě dioxiny jsou spojovány s vysokou úmrtností zaměstnanců Spolany na rakovinu koncem 60. a začátkem 70. let.
V listopadu 2002 zveřejnila organizace Greenpeace výsledky analýz vzorků půdy a zemědělských produktů z obce Libiš, které prokázaly vysoké koncentrace dioxinů mnohonásobně překračující limity Evropské unie i limit hlavního hygienika. V kachnách a slepičích vejcích bylo až 15krát více než je limit EU. Spolana nález bagatelizovala tvrzením, že dioxiny vznikají též jízdou v automobilu a že zamoření pozemků si prý lidé mohli způsobit sami třeba pálením starých pneumatik nebo zaplavením nábytku povodněmi…
V roce 2004 zveřejnil Státní zdravotní ústav výsledky rozborů krve šedesáti obyvatel obcí kolem Spolany - (Neratovice, Libiš a Tišice) a zjistil zhruba dvakrát vyšší hladinu dioxinů než u lidí žijících na Benešovsku.
V roce 2008 byla budova rozebrána a sanace podzemních vod má být dokončena v roce 2032.

### Seveso
Velký únik dioxinů byl zaznamenán v roce 1976 v italském Sevesu severně od Milána, kde došlo k havárii chemičky švýcarské firmy Givaudan, která byla součástí koncernu Hoffmann-La Roche. Továrna vyrábí i herbicid TCP používaný k likvidaci dřevnatých plevelů. Do ovzduší unikly asi dva kilogramy dioxinu, které zamořily téměř 2 tisíce hektarů v okolí. V továrně se v době výbuchu pohybovalo několik zaměstnanců, kteří závadu během dvaceti minut odstranili. Teprve po 17 dnech továrna přiznala, že uniklý plyn obsahoval i dioxiny. Na následky otravy onemocnělo asi 200 lidí.

### Times Beach
Zamoření dioxiny vedlo v roce 1978 k evakuaci a hermetickému uzavření St. Louiského předměstí Times Beach (Missouri, USA), kde byl při úpravě cest použit vyjetý motorový olej smíšený s průmyslovým odpadem z továrny vyrábějící Agent Orange.

### Otrava Viktora Juščenka

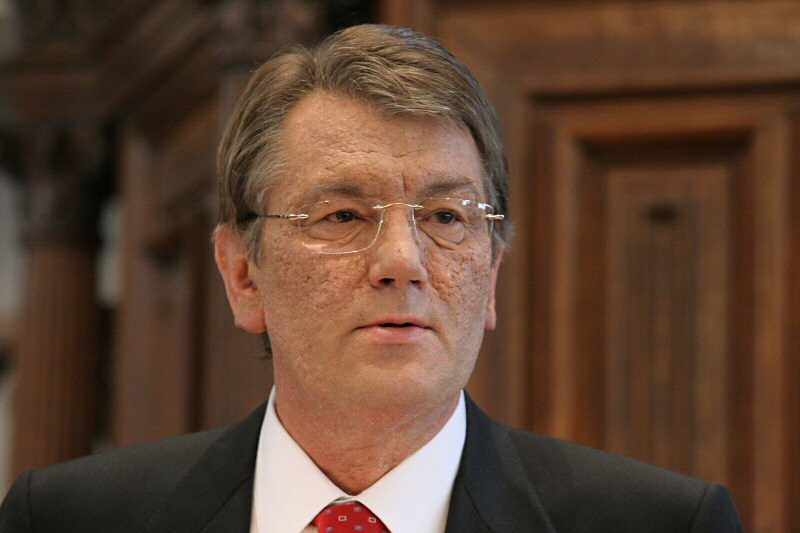
Tvář Viktora Juščenka poznamenaná otravou dioxiny

V roce 2004 byl dioxin patrně použit k otrávení ukrajinského prezidentského kandidáta Viktora Juščenka, jehož tvář byla znetvořena tzv. chlorakné. Vysoké koncentrace dioxinů prokázali v jeho těle rakouští lékaři.

### Kontaminované maso v Irsku
Počátkem prosince 2008 irská vláda nařídila stáhnout z trhu všechny produkty z vepřového masa domácí výroby kvůli kontaminaci dioxinem. Testy zjistily, že obsah dioxinů přesáhl až 200krát bezpečnou úroveň. Příčinou dioxinového zamoření bylo kontaminované krmivo jednoho z dodavatelů. Dioxiny byly zjištěny na 45 farmách. Předběžné výsledky šetření podle vlády ukázaly, že kontaminace dioxiny začala už v září 2008.
Preventivní opatření učinila i Evropská unie, neboť kontaminované vepřové maso se mohlo dostat do 12 členských států EU a do 9 zemí mimo EU. Mimo jiné šlo o Německo, Británii, Francii, Itálii nebo Polsko. Např. německé ministerstvo pro ochranu spotřebitelů vyzvalo prodejce masa, aby irské maso stáhli z prodeje. Do polských obchodů se mohlo dostat až 600 tun vepřového masa obsahujícího dioxin z Irska. Maso dovážely potravinářské firmy ve velkopolském, lodžském a mazovském vojvodství, odkud se mohlo dostat do celého Polska. Členské země EU zablokovaly veškeré dodávky irského vepřového a produktů z něj.
Zvýšené koncentrace dioxinů potvrdily testy i u části irského hovězího dobytka, který konzumoval kontaminované krmivo. Nepovolené hladiny dioxinu byly zjištěny u 3 z 11 prověřovaných stád. Irsko však oznámilo, že produkty z hovězího z trhu stahovat nehodlá. Nakonec byl omezen dovoz irského vepřového masa do 23 zemí a bylo zlikvidováno 100 tisíc prasat. Zaniklo téměř 2000 pracovních míst, náklady irské vlády se odhadovaly na téměř 200 milionů euro.

### Kontaminované krmivo, maso a vejce v Německu
Koncem roku 2010 byl odhalen zvýšený obsah dioxinů v průmyslově vyráběných krmivech pro zvířata. Tato dioxinová aféra se dotkla i Česka, které odebírá z Německa významné množství potravinářského zboží.

## Vznik a likvidace
Dioxiny vznikají nedokonalým spalováním chlorovaných organických látek popřípadě při spalování jakýchkoli organických látek v přítomnosti chloridových iontů. Dioxiny dále vznikají při spékání (sintrování) železných rud, bělení papíru a jako vedlejší produkt výroby chlorovaných herbicidů. Dioxiny vznikají i při přírodních procesech jako jsou erupce sopek a lesní požáry. Likvidace dioxinů je velice obtížná. Je možné jejich spalování za velmi vysoké teploty (nad 1200 °C), ale i pak dochází k tzv. syntéze de-novo. Existují i specializované technologie chemického rozkladu dioxinů (BCD, GPCR atd.).